# Черківщина (заказник)

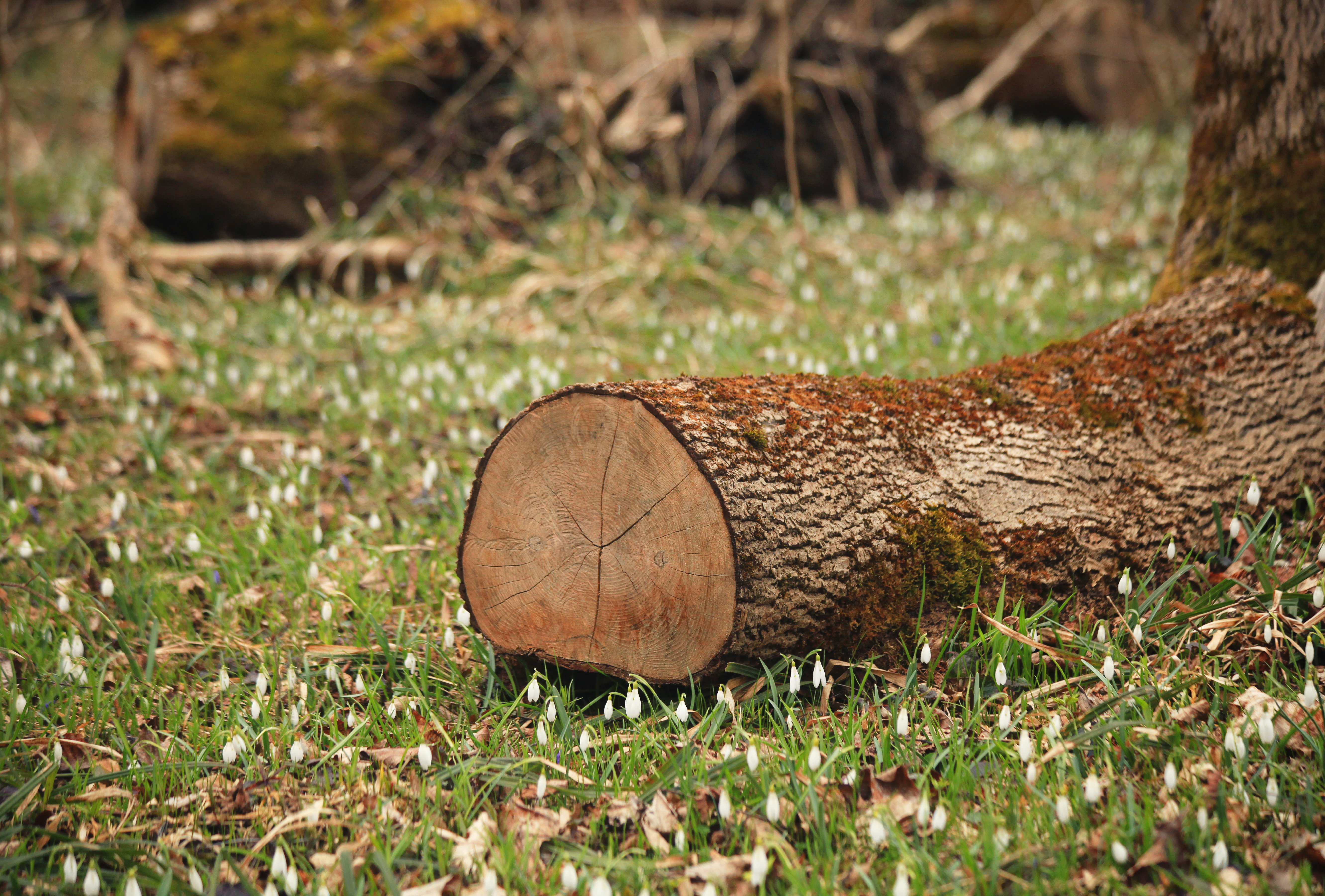
Черківщина. Підсніжники

Черкі́вщина — ботанічний заказник місцевого значення в Україні. Розташований на території Кожанської селищної громади Фастівського району Київської області, в селі Триліси.
Площа 32,4 га. Статус присвоєно згідно з рішенням Київської обласної ради 22 червня 2017 року № 345-15-VII. Перебуває у віданні ДП «Фастівське лісове господарство» (Фаствіське л-во, кв. 126 вид. 1-6).

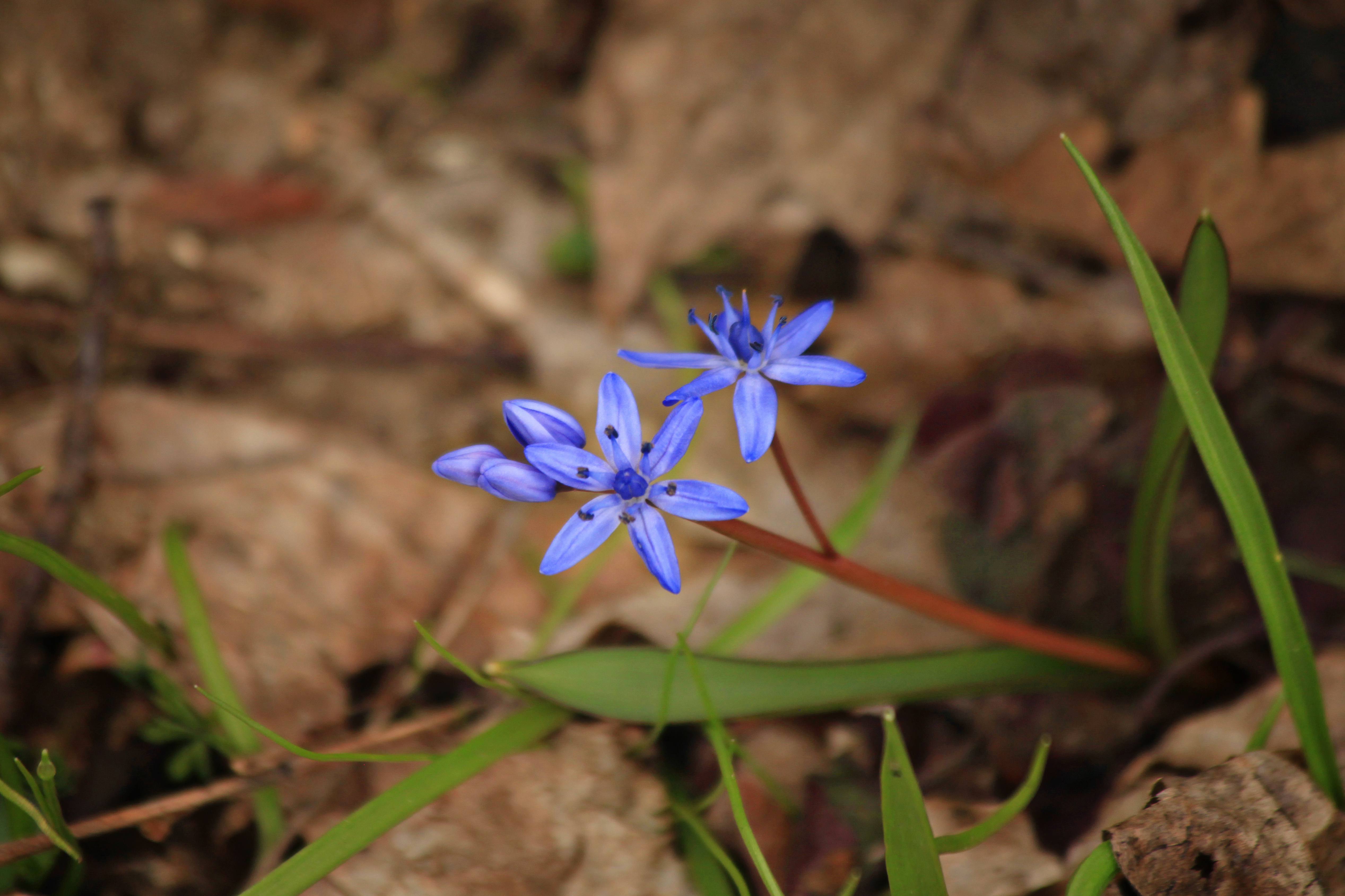
Черківщина. Проліски

Статус присвоєно для збереження лісового масиву на правобережжі річки Кам'янка (притока Росі). Являє собою ділянку височини над річковою заплавою, вкриту лісовою (переважно ясен, клен), і частково, лучно-степовою рослинністю. Найбільшою цінністю заказника є велика і стійка популяція підсніжника.